# Gilles Mureau
Gilles Mureau, francoski skladatelj in pevec, * 1450, † 1512.